# 峯岸甲
峯岸 甲（みねぎし まさる、1914年1月6日 - 1982年7月31日）は、日本の経営者。安藤建設社長、会長を務めた。

## 経歴
東京都出身。1937年に慶應義塾大学法学部を卒業し、同年に安藤組(のちの安藤建設)に入社。
1962年に取締役に就任し、1964年に常務、1970年に専務を経て、1972年に副社長に就任し、1976年6月には社長に昇格。1982年6月には会長に就任。
1982年7月31日急性腎不全のために死去。68歳没。